# VERMILLION (黒崎真音の曲)
『VERMILLION』(ヴァーミリオン)は、黒崎真音の楽曲。11枚目のシングルとして、2016年11月23日にNBCユニバーサル・エンターテイメントジャパンから発売された。

## 概要
シングル曲としては『DEAD OR LIE』以来約3カ月ぶりのリリースとなった。表題曲は『ドリフターズ』のエンディングテーマに使用された。
CDジャーナルは「疾走感あふれる壮大なバンド・サウンドにビブラートが利いたエモーショナルなヴォーカルを乗せた、ドラマティックな楽曲」と評価している。

## 収録内容
| 全作詞: 黒崎真音。 |                                                                |           |            |      |
| #                  | タイトル                                                       | 作詞      | 作曲・編曲 | 時間 |
| 1.                 | 「VERMILLION」(テレビアニメ『ドリフターズ』エンディングテーマ) | 黒崎真音  | SUGIZO     | 4:36 |
| 2.                 | 「New world order」(『CR 東京レイヴンズ』 搭載曲)              | 黒崎真音  | 中沢伴行   | 3:52 |
| 3.                 | 「VERMILLION」(instrumental)                                   | 黒崎真音  |            | 4:35 |
| 4.                 | 「New world order」(instrumental)                              | 黒崎真音  |            | 3:50 |
| 合計時間:          | 合計時間:                                                      | 合計時間: | 16:53      |      |

| #  | タイトル                                                              | 作詞 | 作曲・編曲 |
| -- | --------------------------------------------------------------------- | ---- | ---------- |
| 1. | 「黒崎真音 LIVE TOUR 2016 "Mystical Flowers" 赤坂BLITZ＜2016.1.11＞」 |      |            |